# Pekings universitet för främmande språk

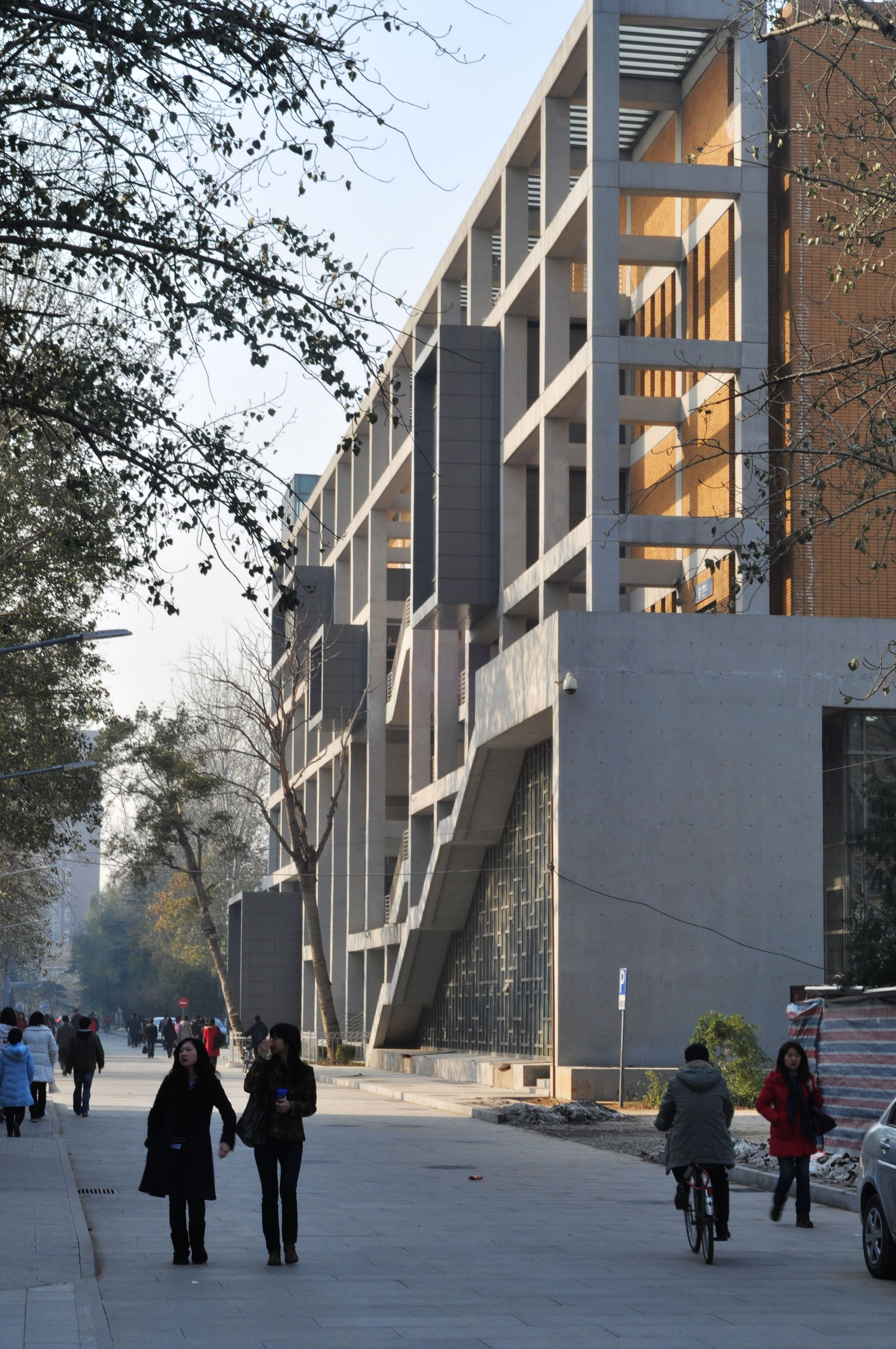
Pekings universitet för främmande språk, sporthall

Pekings universitet för främmande språk (förenklad kinesiska: 北京外国语大学; pinyin: Běijīng Wàiguóyǔ Dàxué), är ett universitet för främmande språk i Haidiandistriktet nordväst om Peking. Skolan är allmänt känd under den kinesiska förkortningen Beiwai.
Undervisning på svenska startade 1950 och genom Svenska institutets försorg undervisar en svensk ämneslärare som så kallade utländsk lektor.
Pekings universitet för främmande språk placerade sig på plats 801–1000 i QS Universitetsvärldsrankning över världens bästa universitet 2020 och har drygt 9 000 studenter.